# سلوني

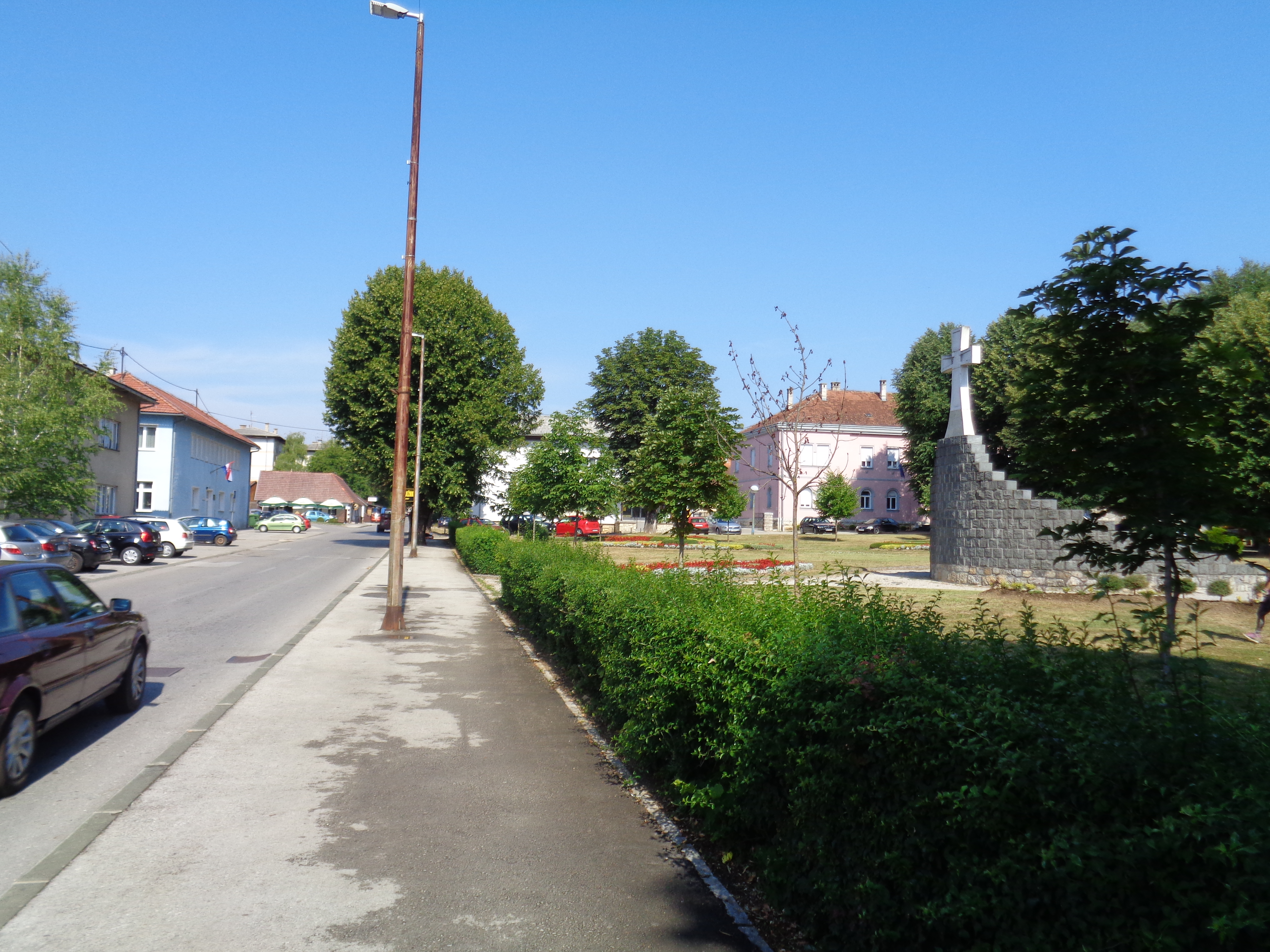
ساحة فرانيو توجمان في وسط المدينة

سلوني أو سلون ( الهنغارية Szluin، الألمانية Sluin، اللاتينية Slovin، الكرواتية القديمة سلوفين غراد) هي مدينة في الجزء الجبلي من وسط كرواتيا ، وتقع على طول الطريق الهام بين الشمال والجنوب إلى البحر الأدرياتيكي بين كارلوفاتس وبحيرات بليتفيتش ، على اجتماع لالأنهار كورانا و سلونشيتسا . يبلغ عدد سكان سلوني 1,674 نسمة، بإجمالي 5,076 شخص في البلدية (2011) وهي المركز الثقافي والاجتماعي لمنطقة كوردون بالقرب من البوسنة والهرسك . إداريًا، تعد البلدة جزءًا من مقاطعة كارلوفاتس . سلوني هي بلدية غير متطورة وتصنف إحصائيًا على أنها الفئة الأولى في مجال اهتمام الدولة الخاص من قبل حكومة كرواتيا .

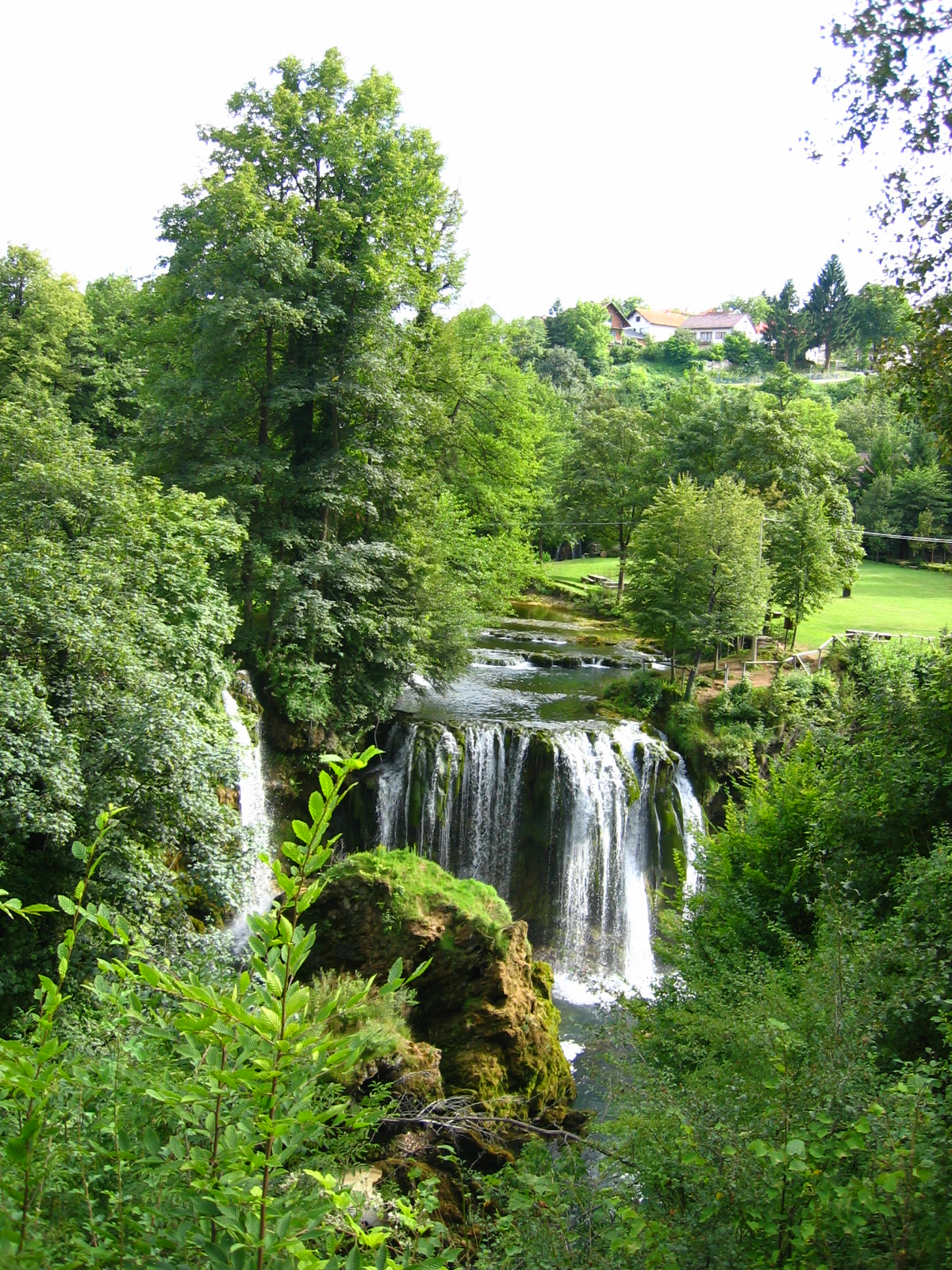
شلال راستوكيه

## الأماكن ذات الأهمية
تشتهر سلوني بشلالاتها الصغيرة ومطاحن الذرة المحفوظة جيدًا (التي يعود تاريخها إلى القرن الثامن عشر) في الجزء السفلي الخلاب من المدينة، والتي تسمى راستوكيه (في إشارة إلى تفرع الأنهار). في سلوني، يتدفق نهر سلونتشيتسا (الذي يطلق عليه أيضًا السكان المحليون "سلوشنيتسا") عبر العديد من الشلالات والشلالات في نهر كورانا . هنا أيضا 22 طاحونة تعمل على المياه في راستوكيه(Rastoke) .

## تعداد السكان
في عام 2011 ، معظم سكان سلوني هم كرواتيون (87.9 ٪) يليهم الصرب (10.5 ٪) وعدد صغير من المجموعات العرقية الأخرى.

## صور

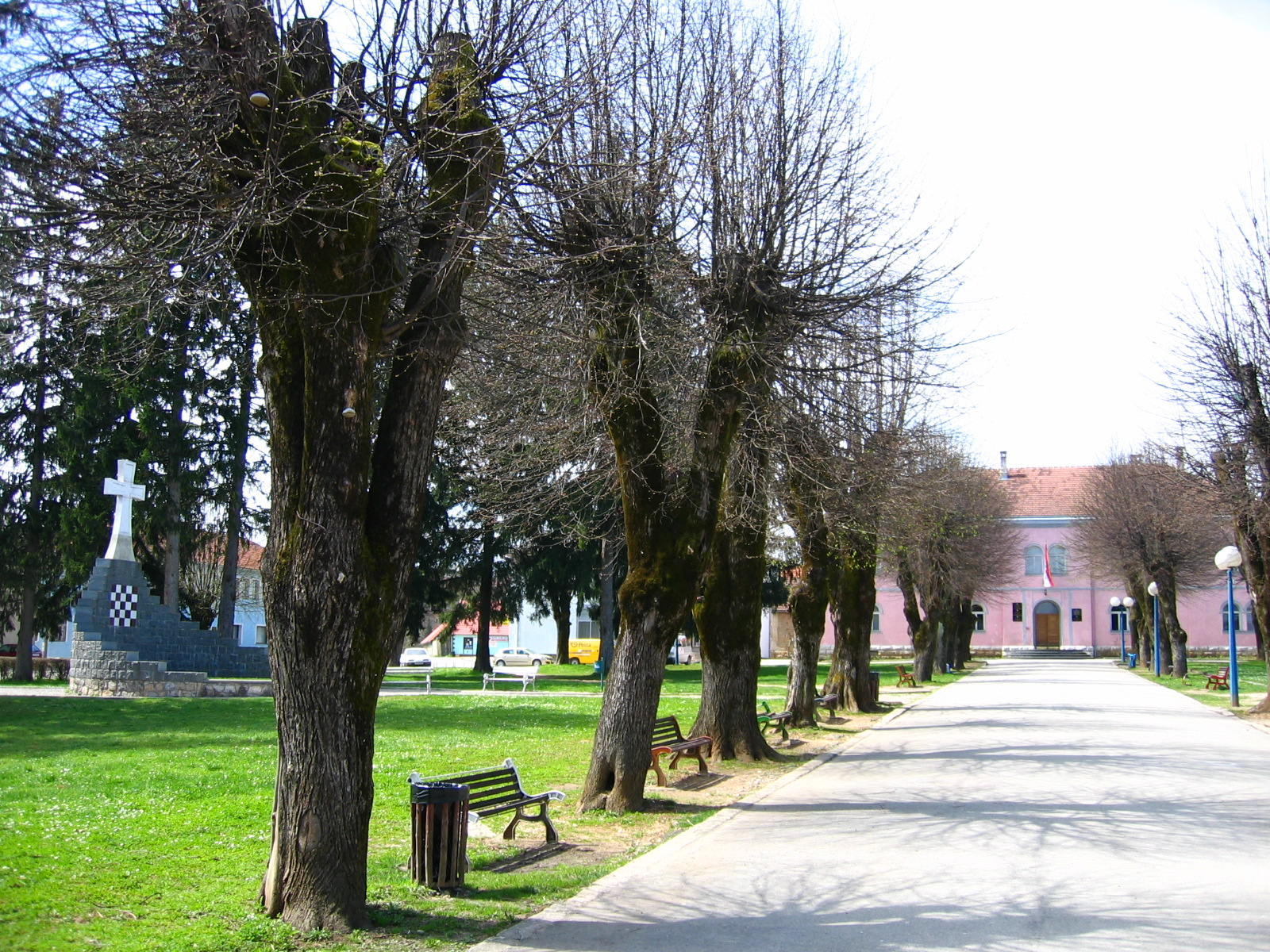
متنزه في وسط المدينة
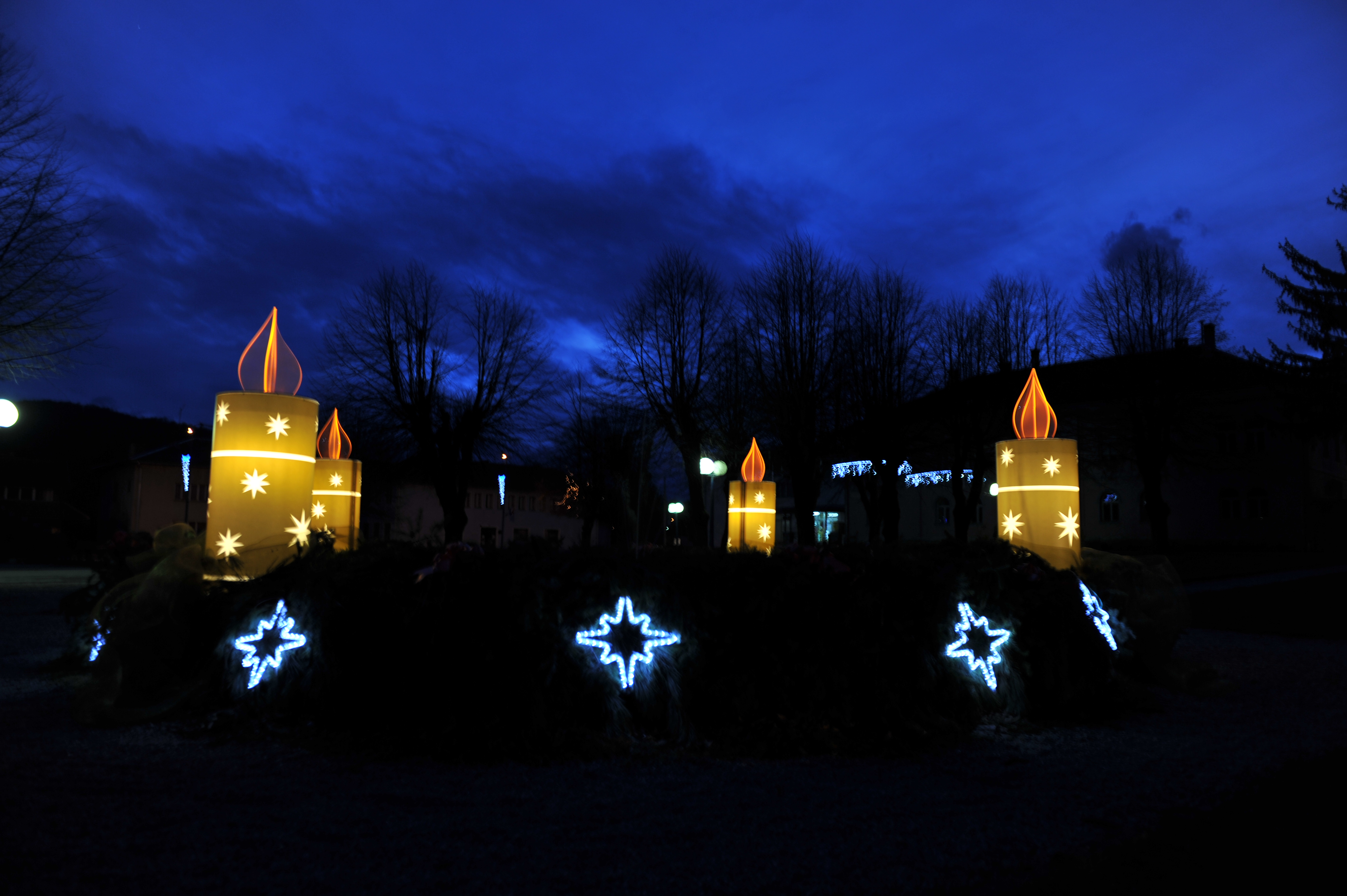
زينة عيد الميلاد في Slunj
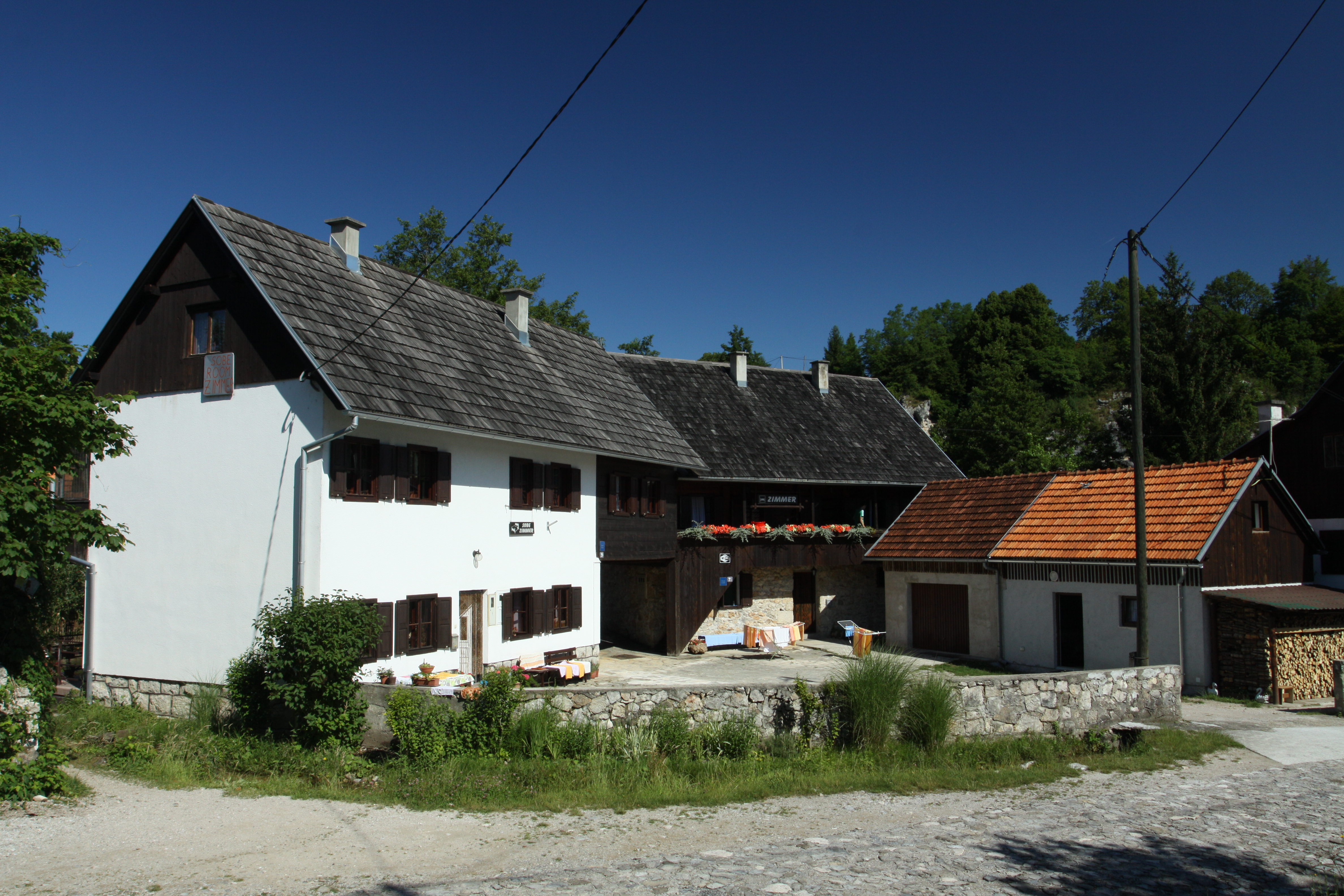
منازل في روستوك
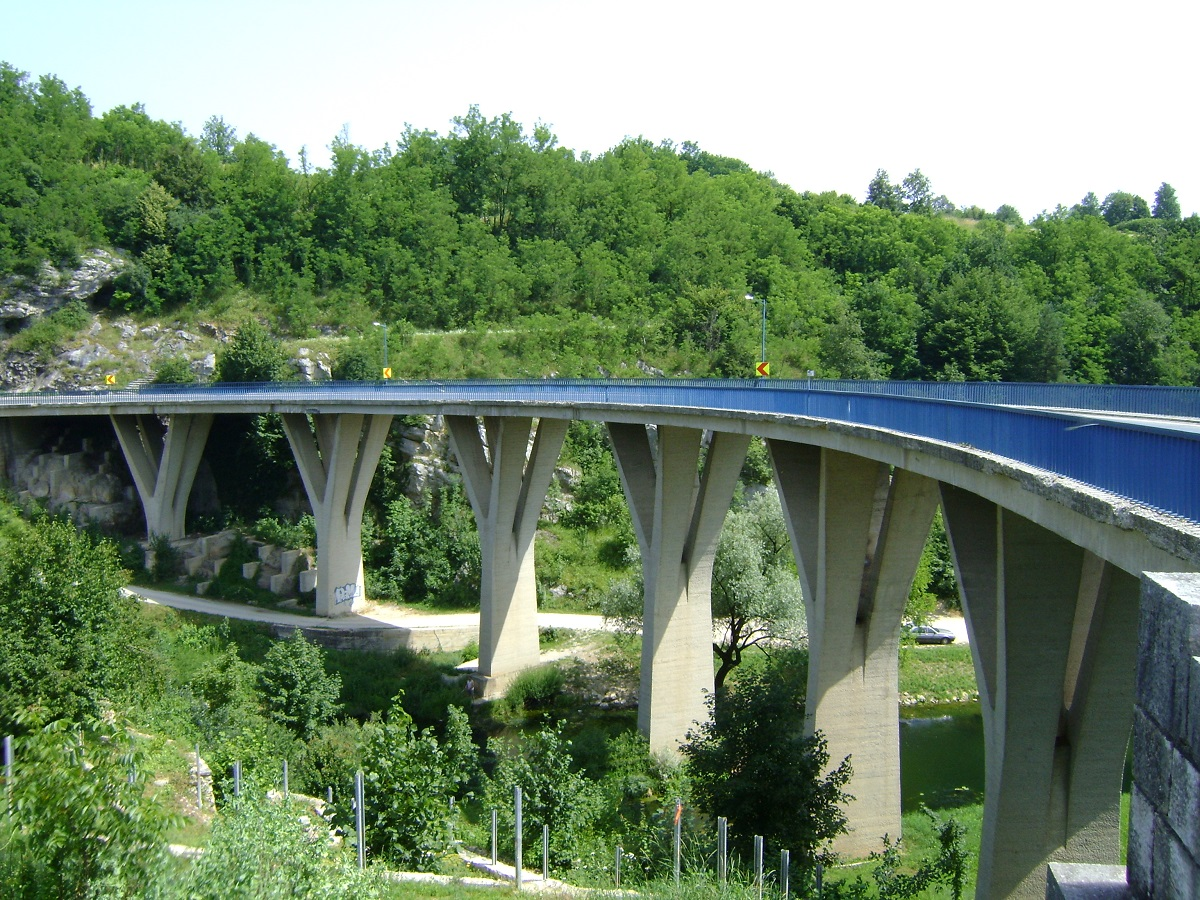
جسر كورانا
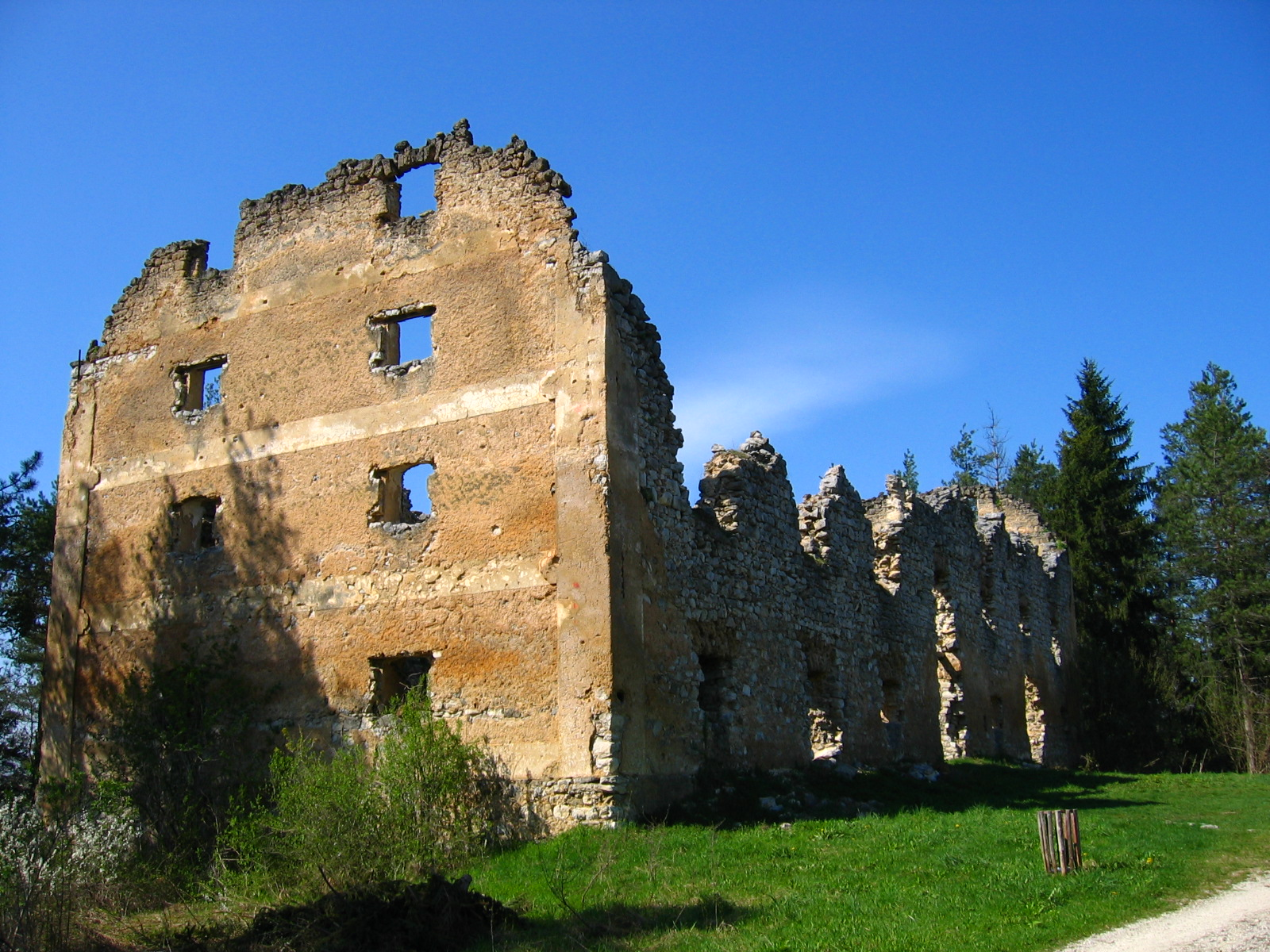
مستودع من العصر النابليوني
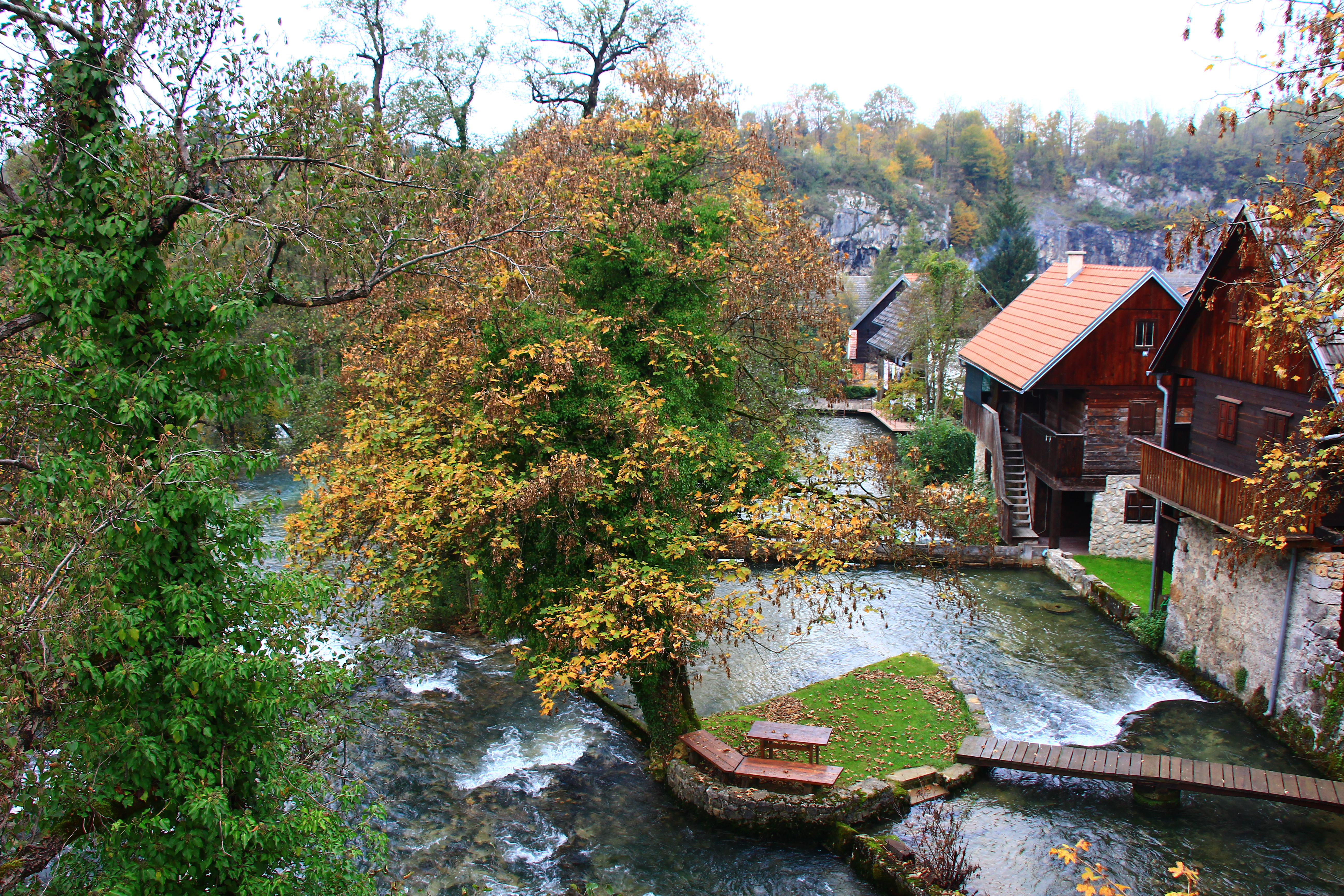
عرض Rastoke
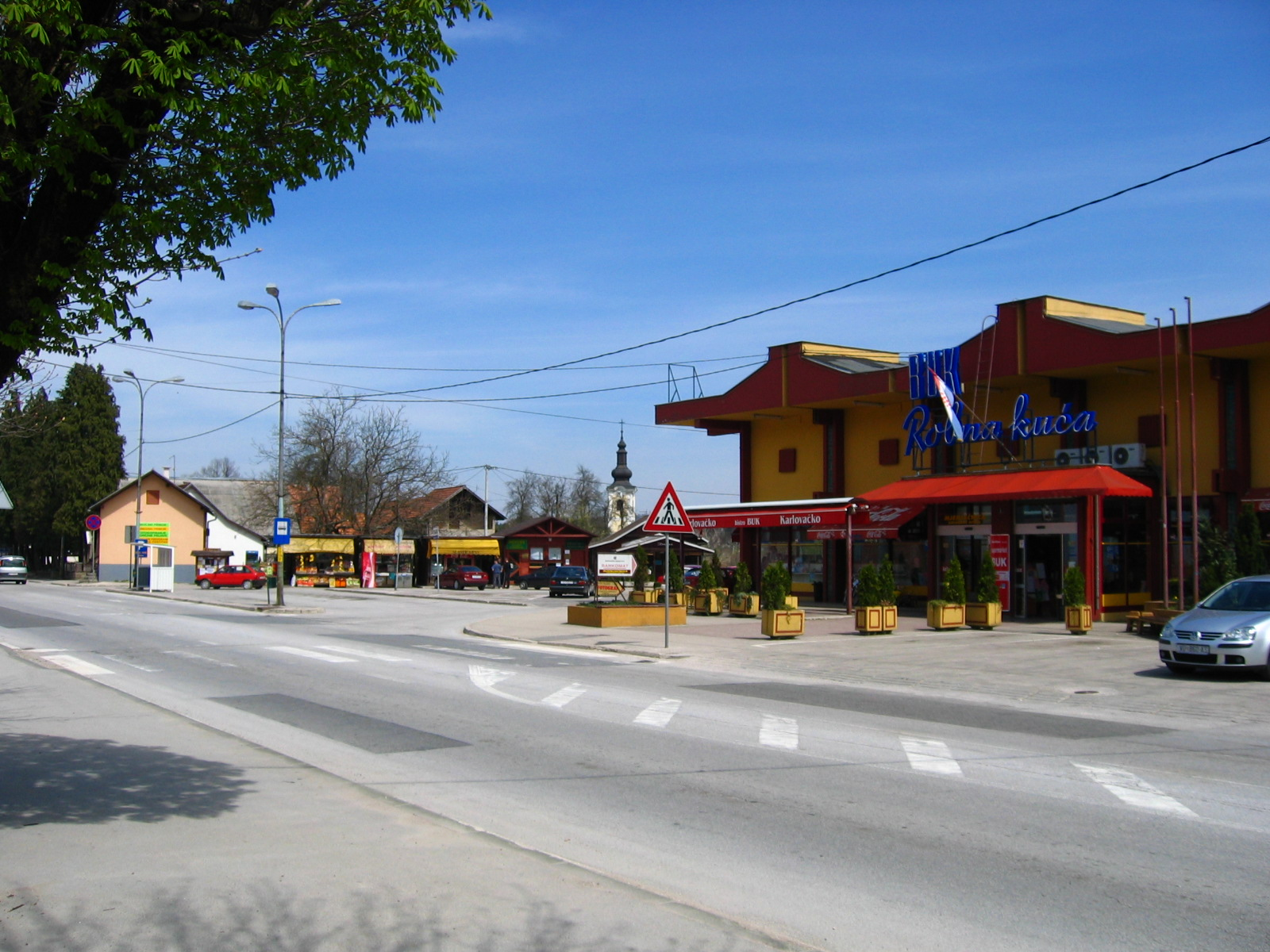
أمام مستودع "بوك"
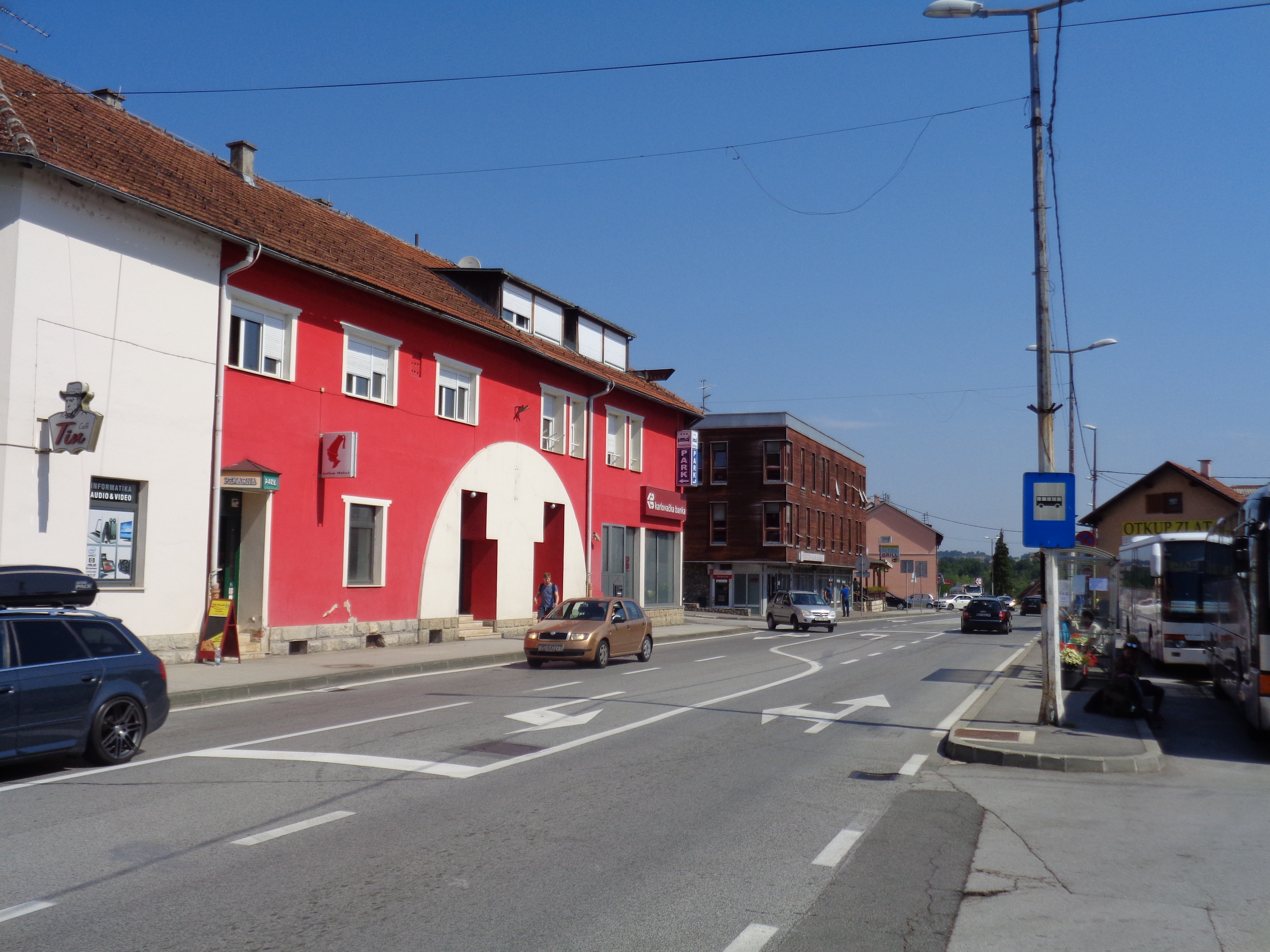
شارع الاخوة راديتش
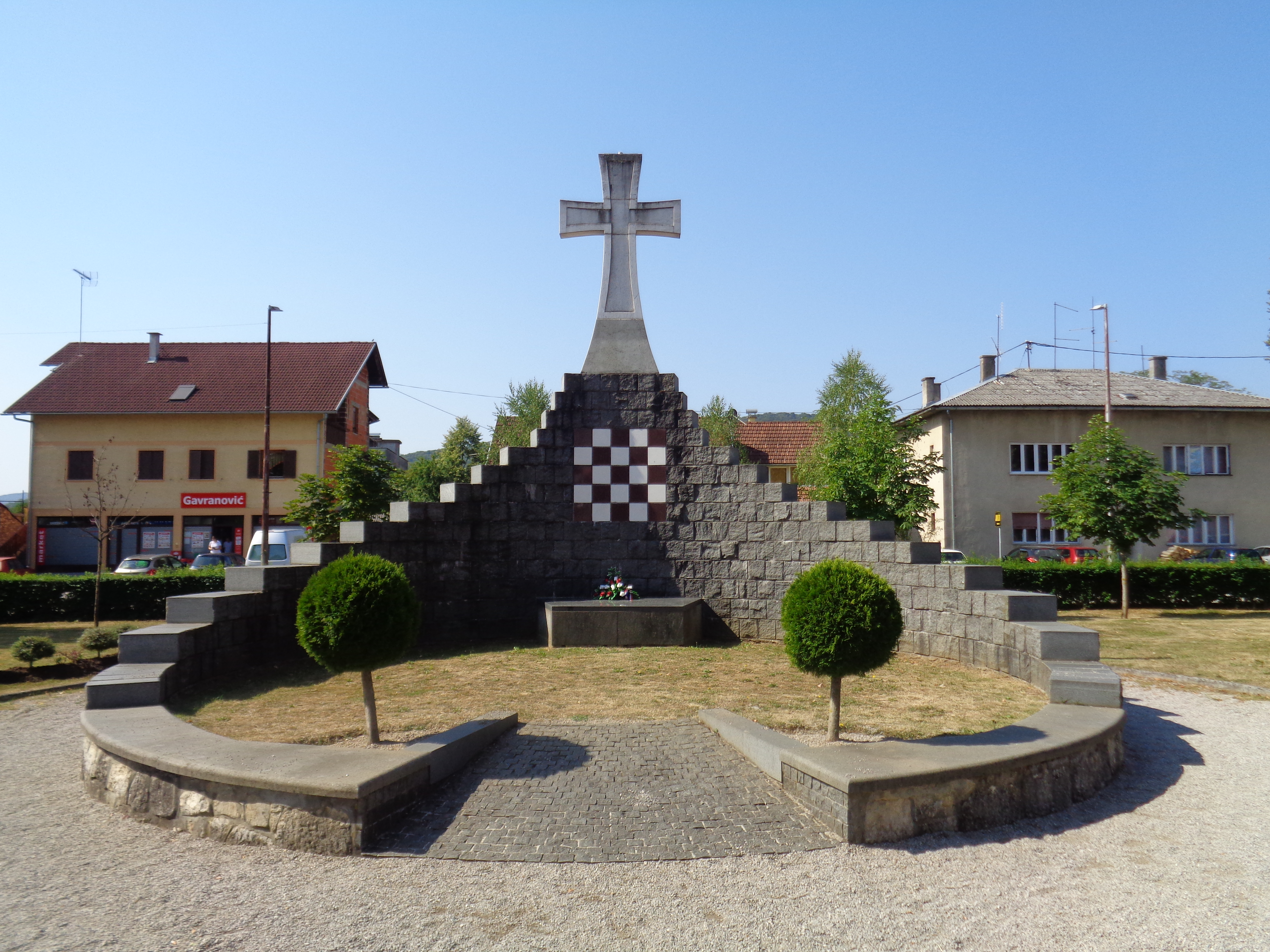
نصب تذكاري لضحايا المدافعين والضحايا المدنيين من حرب الاستقلال الكرواتية